# 许默尔
许默尔是德国莱茵兰-普法尔茨州的一个市镇。总面积15.84平方公里，总人口504人，其中男性273人，女性231人（2011年12月31日），人口密度32人/平方公里。